# 社會階層
社会阶层或社会分层（英語：social stratification 或 class division），是社會學概念，指的是「依照共通的社會經濟财富狀況而將人們區分為不同群體」的分類方式，牽涉到一系列關係性的社會不平等，包括意識形态、政治、經濟和社會等面向。當人群之中出現差異，並且這樣的差異已經導致部分人擁有凌駕其他人的地位、權力、特權時，這就稱為社會階層（或社會分層）。社會藉此而將各類人們分類成有高下之別的階層或等級（等級制度）。
社會階層有四個重要的基本原則：一，社會階層不單單反映了人與人之間的個體差異，還是整個社會的特質。二，社會階層是能夠透過世代傳遞的。三，社會階層具有普遍性，但是是可以改變的。四，社會階層不僅牽涉到社會不平等，還牽涉到人們的信念。在當代的西方社會，社會階層被粗略地分為上中下三層，每個階層又可以再被劃分為更細的分類，例如依照職業來進行區分。

## 古典理論

### 涂爾幹的《社會分工論》
愛彌爾·涂爾幹對於社會階層在《社會分工論》一書當中內容裡，認為社會階層是穩定社會和整合的力量。
社會階層當中每個階層具有結構性，而結構使人功能得以區分，並且趨向穩定的社會。
涂爾幹認為，社會階層是依據每個人的聰明才智作為區分，社會階層具有相對應的社會位置與地位，而個體的能力則會對應到這些適合的位子裡，形成一種穩定趨勢。
對於社會階層的不平等，涂爾幹認為可以分為兩種不平等，第一種是內在不平等，第二種是外在不平等。
內在不平等指的是因為個體先天條件上的差異，諸如體型、外貌與智商能力等。
外在不平等指的是因為社會結構如制度與階層、人口、產業結構等所造成的不平等。
涂爾幹認為，外在的不平等會隨著社會的流動普及而逐漸消除，只留下內在的不平等。

### 馬克思的階級鬥爭論
卡爾·馬克思的階級鬥爭論，是社會學裡探究階級不平等的最早理論。
馬克思認為，人類就是一部不斷為了爭奪資源而產生衝突的鬥爭史（經濟決定論）。
社會階級是以「經濟」層面所區分隔開的結構。而「生產器具」被上級階層所掌握，並且透過結構上的不平等和「虛假意識」進行對受支配階級的掌控。
剝削理論：馬克思認為，當勞工所生產的商品價值（交易商品）大於勞工產品（付出勞工的薪資），剩下來的利潤稱為剩餘價值，並且全部或部分被資本家奪走。
所有制關係論點：由於馬克思對於強調經濟（生產工具）面向的解釋，其理論論點在於：對社會後代階層的看法屬於所有制關係論點（馬克思—上下建築理論）。
換句話說，馬克思認為經濟是決定人類其他結構的底層基礎。

### 韋伯的階級、地位、政黨三元論
韋伯認為，社會階級是一個多面層向的關係，其中三種的元素彼此獨立存在卻又互相具有關聯性。
韋伯是以階級鬥爭論為理論基礎，並進行進一步的修正。
階級:階級包含著所得、經濟兩個層面。
韋伯認為階層指的是擁有共同生活水平表現的一群人，同時顯示生活機會的差異是由經濟層面所決定的事實。
韋伯贊同馬克思以經濟層面作為區隔社會階層的基礎，但韋伯認為，個人的學識技能也是需要納入考量的因素之一。
地位:地位包含聲望、社會兩個層面。
韋伯認為，個人的身分狀態是影響社會階層的另一個因素。所謂「個人身分狀態」指的是人與人之間的社會地位加以衡量評價的社會聲望。
換句話說，聲望是一種社會作用力所產生下來的結果，是他人所賦予的一種評價，並加以衡量成為社會聲望。
而這些相同社會聲望的一群人，會為了追求歸屬與認同感，而形成相同的「身分團體」，並且發展出自己階層獨特的生活品味。(生活方式。)
由於他人所賦予的聲望不同會造成個人聲望高低而形成不同社會階層，因此身分團體是衡量社會階層的要素之一。
政黨:政黨可以是指一群因為有共同興趣、目標或背景理念等所一起從事的個體。
韋伯認為，政黨可以是指任何自願性成員加入組織而成的團體，並且具有控制成員達成目標的概念。因此對現代社會而言，政黨具有權力面向。

#### 分析
階級使個體具有共同生活水平，進一步發展成生活機會的差異不同。地位是個體裡在社會當中所擁有的社會聲望，而相同社會聲望者會組織成身分團體。政黨指因為擁有共同背景、理念與興趣所組成的自願性團體，並且具有控制成員的權力概念。
韋伯用了三個面向分析社會階層，可以從發現出彼此之間的共同點:即是因為階級的一層一層之間具有自己的階層相似性，個體為了追求歸屬，長時間下來之後形成社會階層。